# 2-Oksoglutarat sintaza
2-Oksoglutarat sintaza (EC 1.2.7.3, 2-ketoglutarat feredoksinska oksidoreduktaza, 2-oksoglutarat:feredoksin oksidoreduktaza, KGOR, 2-oksoglutarat feredoksinska oksidoreduktaza, 2-oksoglutarat:feredoksin 2-oksidoreduktaza (KoA-sukcinilacija)) je enzim sa sistematskim imenom 2-oksoglutarat:feredoksin oksidoreduktaza (dekarboksilacija). Ovaj enzim katalizuje sledeću hemijsku reakciju
2-oksoglutarat + KoA + 2 oksidovani feredoksin {\displaystyle \rightleftharpoons } sukcinil-KoA + CO2 + 2 redukovani feredoksin + 2 H+
Ovaj enzim je jedan od četiri 2-oksokiselinske oksidoreduktaze koje se razlikuju po njihovoj sposobnosti da oksidativno dekarboksilišu različite 2-oksokiseline i formiraju njihove KoA derivate, cf. EC 1.2.7.1, piruvat sintaza, EC 1.2.7.7, 3-metil-2-oksobutanoat dehidrogenaza (feredoksin) i EC 1.2.7.8, indolpiruvat feredoksin oksidoreduktaza. Ovaj enzim sadrži tiamin difosfat i 2 [] klastere. On je visoko specifičan za 2-oksoglutarat.

## Literatura
- Nicholas C. Price; Lewis Stevens (1999). Fundamentals of Enzymology: The Cell and Molecular Biology of Catalytic Proteins (Third изд.). USA: Oxford University Press. ISBN 019850229X.
- Eric J. Toone (2006). Advances in Enzymology and Related Areas of Molecular Biology, Protein Evolution (Volume 75 изд.). Wiley-Interscience. ISBN 0471205036.
- Branden C; Tooze J. Introduction to Protein Structure. New York, NY: Garland Publishing. ISBN 0-8153-2305-0.
- Irwin H. Segel. Enzyme Kinetics: Behavior and Analysis of Rapid Equilibrium and Steady-State Enzyme Systems (Book 44 изд.). Wiley Classics Library. ISBN 0471303097.

## Spoljašnje veze
- 2-oxoglutarate+synthase на 